# Deinonychus (album)
Deinonychus è il terzo album in studio del gruppo musicale olandese Deinonychus, pubblicato nel 2000 dalla Ars Metalli.

## Tracce
1. You Died Before I Was Finished – 5:22
2. Inspiring Vulnerable Thought – 6:47
3. One Day – 4:25
4. Building the Paradox – 4:23
5. This, a Murder of Crows – 5:59
6. Balaam Wore Black – 5:16
7. The Hollow Cage of My Ribs – 7:38
8. Why Is It That Angels Speak Such Evil? – 8:51

## Formazione

### Gruppo
- Marco Kehren – voce, tutti gli strumenti
- W.A. Sarginson – batteria, cimbali